# Yeon-in (serie televisiva 2023)
Yeon-in (연인?, 戀人?; lett. "Amante"), anche nota con il titolo internazionale My Dearest, è una serie televisiva sudcoreana trasmessa su MBC TV dal 4 agosto al 18 novembre 2023.
Lodata per la scrittura, la regia, la fotografia e le interpretazioni degli attori, la serie si è aggiudicata diversi riconoscimenti, tra cui quello di miglior fiction a Baeksang Arts Award, MBC Drama Award e Korean Broadcasting Award, e il gran premio ai Grimae Award. È stata però criticata per l'eccessiva somiglianza con Via col vento di Margaret Mitchell, che l'ha ispirata.

## Trama
Corea, 1636. Un giorno, nell'alta società del villaggio di Neunggeun entra un uomo misterioso, Lee Jang-hyun: apparentemente spensierato, in realtà dopo una tragedia egli si è completamente disinteressato alla vita e all'amore, ma resta attratto da Yoo Gil-chae, la figlia di una famiglia nobile che, contrariamente a lui, ha un forte desiderio di vivere e di amare dopo due matrimoni falliti. Gil-chae nutre poco interesse per Jang-hyun, troppo impegnata a complottare affinché Yeon-joon, il fidanzato della sua migliore amica Eun-ae, lasci Eun-ae per lei. Lei e Jang-hyun però sono spiriti affini, accomunati da astuzia, furbizia ed egocentrismo, e le circostanze continuano ad avvicinarli finché tra di loro nasce un sentimento. A quel punto, però, la guerra contro Qing li divide.

## Personaggi e interpreti
- Lee Jang-hyun, interpretato da Namkoong Min
Un nobile enigmatico che non si apre con nessuno.
- Yoo Gil-chae, interpretata da Ahn Eun-jin
La figlia di una nobile famiglia il cui destino si intreccia con quello di Jang-hyun.
- Nam Yeon-joon, interpretato da Lee Hak-joo
Un promettente studente confuciano all'accademia Sungkyunkwan.
- Kyung Eun-ae, interpretata da Lee Da-in
La promessa sposa di Yeon-joon, nonché migliore amica di Gil-chae.
- Ryang-eum, interpretato da Kim Yoon-woo
Un cantante di pansori amico di Jang-hyun.
- Gak-hwa, interpretata da Lee Chung-ah
La figlia di Huang Taiji, principessa di Qing.

## Produzione
Yeon-in è ambientata durante la guerra tra la Corea e Qing, un argomento che la sceneggiatrice Hwang Jin-young ha definito difficile da trattare: per renderlo più semplice e raccontare in modo convincente la storia delle persone che avevano vissuto in quel periodo storico, ha pensato di sovrapporre le sensazioni di conflitto, speranza e bellezza evocate dal film Via col vento (1939) di Victor Fleming con il contesto della guerra contro Qing. Via col vento l'ha aiutata a "iniziare un racconto un po' allegro su una storia di sofferenza". All'inizio della serie, ha intenzionalmente inserito le scene più rappresentative di Via col vento (il primo incontro tra Rhett e Ashley, Rhett che osserva di nascosto Scarlett mentre corteggia Ashley, ecc.) sperando che il pubblico notasse le somiglianze e continuasse a guardare Yeon-in per vedere come si sarebbe differenziata dal film.
La prima lettura del copione con il cast si è tenuta nel dicembre 2022, e il 13 gennaio 2023 è stato annunciato che Namkoong Min e Ahn Eun-jin avrebbero interpretato i protagonisti della serie. A maggio, MBC ha annunciato di aver rescisso il contratto con una società esterna che forniva attori secondari dopo che il pubblico ha fatto notare che uno degli attori assunto per interpretare un ruolo minore in Yeon-in era uno dei dodici autori di un'aggressione sessuale avvenuta nel 2004 che aveva portato al suicidio della vittima e di sua sorella.
Le riprese sono iniziate nell'inverno 2022 e si sono protratte fino all'estate successiva. Secondo un'esclusiva di Ilgan Sports e Spotv News, le riprese finali si sono tenute il 16 novembre 2023 e si sono concluse all'alba del 18 novembre, giorno di trasmissione dell'ultimo episodio. La produzione ha girato nella fattoria Hagwon nella contea di Gochang e sul monte Hwangmae nella contea di Hapcheon.
Yeon-in è stata trasmessa in due parti da 10 episodi l'una, la prima ad agosto 2023 e la seconda nell'ottobre seguente. Il 9 novembre è stato annunciato che sarebbe stata estesa di un episodio per la sua popolarità, portando il totale degli episodi a ventuno. Il finale è durato 100 minuti.

## Accoglienza
«La prima volta che ho tentato di raccontare una storia di "guerra e amore" durante la guerra contro Qing, mi sono sentita oppressa dal fatto che fosse ambientata durante una guerra persa. [...] Dopo averci pensato a lungo, ho trovato una soluzione nelle immagini allegre del film Via col vento. Quando pensi a Via col vento, pensi ai personaggi intensi e all'amore tra Scarlett e Rhett più che alla tragedia o al dolore della guerra, quindi ho pensato che se la nostra serie fosse stata una variazione di Via col vento, più persone si sarebbero interessate anche alla storia di una guerra persa. Per questo, non era nelle mie intenzioni nascondere di essermi ispirata a Via col vento.»

— Hwang sui collegamenti tra Yeon-in e Via col vento.
Yeon-in ha avuto ascolti in crescita, iniziando con il 5,4% di share nazionale e concludendo la sua prima parte con il 12,2%. L'episodio finale ha toccato il 12,9%, segnando un record personale per la serie. Gli spettatori hanno però criticato le numerose somiglianze di trama e personaggi con Via col vento di Margaret Mitchell definendole vicine al plagio; alcuni critici hanno sostenuto che fosse più appropriato parlare di remake non dichiarato, visto che i diritti d'autore erano scaduti e Hwang aveva detto di essersi ispirata al romanzo per la sceneggiatura. La scrittrice ha risposto alle critiche riconoscendo che avesse senso dire che Yeon-in fosse un remake di Via col vento piuttosto che un'opera semplicemente ispirata ad esso, ma che sperava che gli spettatori avrebbero notato che la serie aveva preso una direzione diversa dopo l'inizio della guerra.
Yeon-in è stata lodata per aver affrontato il conflitto contro Qing dalla prospettiva del popolo che l'ha vissuto piuttosto che da un punto di vista politico, per la rappresentazione minuziosa del contesto storico e per la storia d'amore appassionata tra Jang-hyun e Gil-chae. Lee Jeong-hyeok di Sports Chosun ha definito la serie un capolavoro, apprezzandone la scrittura, la regia, la fotografia e le interpretazioni degli attori sia principali che secondari. Recensendone i primi 10 episodi, Rhian Daly di NME le ha assegnato 4 stelle su 5, scrivendo che aveva il potenziale per essere uno dei drama più forti dell'anno. Jae-ha Kim di Teen Vogue l'ha inserita nella lista delle fiction sudcoreane migliori del 2023, definendola "tanto una storia di resilienza quanto d'amore", con una "straordinaria chimica" tra gli attori protagonisti. La serie fa anche parte della lista dei 50 drama coreani migliori stilata da Quinci LeGardye per Marie Claire.

## Riconoscimenti
- Baeksang Arts Award[5][32]
  - 2024 – Miglior drama
  - 2024 – Miglior attore a Namkoong Min
  - 2024 – Candidatura Miglior attrice a Ahn Eun-jin
- Grimae Award[8]
  - 2023 – Gran premio
  - 2023 – Miglior attore a Namkoong Min
  - 2023 – Miglior attrice a Ahn Eun-jin
  - 2023 – Miglior regista a Kim Seong-yong e Cheon Soo-jin
  - 2023 – Migliori luci a Kwon Min-gu
- MBC Drama Award[6][33][34][35][36][37][38]
  - 2023 – Drama dell'anno
  - 2023 – Gran premio a Namkoong Min
  - 2023 – Premio all'alta eccellenza, attrice in una miniserie a Ahn Eun-jin
  - 2023 – Miglior coppia a Namkoong Min e Ahn Eun-jin
  - 2023 – Miglior nuovo attore a Kim Mu-jun e Kim Yoon-woo
  - 2023 – Miglior nuova attrice a Park Jung-yeon
  - 2023 – Miglior attore di supporto a Choi Young-woo
  - 2023 – Miglior personaggio a Kim Jong-tae
  - 2023 – Candidatura Premio all'alta eccellenza, attrice in una miniserie a Lee Chung-ah
  - 2023 – Candidatura Miglior personaggio a Choi Moo-sung
  - 2023 – Candidatura Miglior nuova attrice a Jeon Hye-won
  - 2023 – Candidatura Miglior attrice di supporto a Kwon So-hyun
  - 2023 – Candidatura Premio all'eccellenza, attore in una miniserie a Lee Hak-joo
  - 2023 – Candidatura Premio all'eccellenza, attrice in una miniserie a Lee Da-in
  - 2023 – Candidatura Premio all'alta eccellenza, attore in una miniserie a Namkoong Min
- Korean Broadcasting Award[7][39]
  - 2024 – Miglior drama
  - 2024 – Miglior fotografia a Kim Hwa-young
- Seoul International Drama Award[40]
  - 2024 – Candidatura Miglior serie televisiva sudcoreana

## Adattamenti
Ne è stato tratto un webtoon, serializzato di pari passo con la messa in onda su Kakao Webtoon.